# Carretera Nacional N-V
Die Carretera Nacional N-V ist eine Nationalstraße in Spanien. Sie war mit einer Gesamtlänge von 407 Kilometern die zweitkürzeste der sechs sternförmig von Madrid ausgehenden und bis zur äußeren Begrenzung Spaniens führenden Nationalstraßen. Heute existiert die Strecke nur noch auf ca. 50 Kilometer langen Abschnitten parallel zu der Autobahn A-5.

## Verlauf
Die Carretera Nacional N-V führte von der Hauptstadt Madrid aus über Badajoz zur portugiesischen Grenze, wo sie in der portugiesischen Autobahn A6 ihre Fortsetzung fand, welche früher als portugiesische Nationalstraße 4 beschildert war. Festgelegt wurde diese Streckenführung um 1940.
Bis auf wenige Abschnitte wurde die Nationalstraße komplett durch die Autobahn A-5 ersetzt bzw. zu dieser ausgebaut. Zwischen Almaraz und Jaraicejo (Sur) sowie Talavera la Real (37,3 km) und Badajoz (14,6 km) verläuft die noch bestehende N-V parallel zur Autobahn A-5.
Die Abschnitte, die nicht zur Autobahn A-5 ausgebaut wurden, wurden zur Carretera Nacional N-Va umwidmet. Dies sind die Abschnitte bei Trujillo, Villamesías und Mérida. Diese meist sehr kurzen Strecken waren Bestandteile der Nationalstraße N-V, die durch diese Ortschaften verlief. Im Verlauf der Autobahn A-5 wurden jedoch Ortsumfahrungen gebaut, sodass dadurch die Strecken durch die Ortschaften erhalten blieben.